# Conflictenmatrix
De conflictenmatrix is een schema in de verkeersregeltechniek voor de regeling en afstemming van verkeerslichten. Het is een matrix waarin zowel op de x-as als op de y-as de signaalgroepen worden getoond. In de cellen wordt getoond of een verkeersstroom en de bijbehorende signaalgroep conflicterend zijn met een andere stroom en groep.
Bijvoorbeeld: op een kruising tussen de Aaweg en de B-straat hebben auto's die rechtdoor gaan in beide richtingen geen last van elkaar, ze conflicteren niet met elkaar, en ook niet met auto's die rechtsaf slaan naar de B-straat. Ze conflicteren wel met verkeer dat kruist of invoegt vanaf de B-straat.
Op basis van de conflictenmatrix worden de ontruimingstijden berekend. De conflictenmatrix wordt altijd vergrendeld in de verkeersregelautomaat en wordt autonoom bewaakt om de veiligheid te garanderen.